# Заїду Санусі
Заїду Санусі (англ. Zaidu Sanusi, нар. 13 червня 1997, Лагос) — нігерійський футболіст, захисник португальського клубу «Порту» та національної збірної Нігерії.

## Клубна кар'єра
Народився 13 червня 1997 року в місті Лагос. Вихованець футбольної школи португальського клубу «Жіл Вісенте».
У сезоні 2016/17 він перейшов в оренду у клуб третього португальського дивізіону «Мірандела», де провів два роки, зігравши 39 матчів чемпіонату, після чого на початку серпня 2018 року лівий захисник підписав повноцінний контракт з клубом з півночі Португалії. У сезоні 2018/19 він зіграв 32 матчі.
16 березня 2019 року Санусі підписав угоду про перехід у клуб вищого дивізіону «Санта-Клара» перед сезоном 2019/20 і дебютував у португальській Прімейрі у грі проти «Морейренсі» (2:0) 15 вересня 2019 року. З листопада 2019 року нігерієць став стабільним основним гравцем захисту команди з Азорських островів, за яку протягом сезону провів 24 матчі чемпіонату і забив один гол.
31 серпня 2020 року Санусі перейшов до  «Порту», підписавши п’ятирічну угоду з «синьо-білими». А вже 23 грудня нігерієць виграв свій перший у кар'єрі трофей — Суперкубок Португалії, відігравши увесь матч проти столичної «Бенфіки» (2:0). Станом на 24 січня 2021 року відіграв за клуб з Порту 12 матчів в національному чемпіонаті.

## Виступи за збірну
9 жовтня 2020 року дебютував в офіційних матчах у складі національної збірної Нігерії в товариській грі проти Алжиру (0:1).
| Дата       | Місто                  | Господарі | Результат | Гості        | Турнір                                  | Голи | Примітки |
| ---------- | ---------------------- | --------- | --------- | ------------ | --------------------------------------- | ---- | -------- |
| 9-10-2020  | Клагенфурт-ам-Вертерзе | Нігерія   | 0 – 1     | Алжир        | товариський матч                        | -    |          |
| 13-10-2020 | Абуджа                 | Нігерія   | 1 – 1     | Туніс        | товариський матч                        | -    | 66'      |
| 13-11-2020 | Бенін-Сіті             | Нігерія   | 4 – 4     | Сьєрра-Леоне | Відбір до Кубка африканських націй 2021 | -    |          |
| Усього     |                        | Матчів    | 3         |              | Голів                                   | 0    |          |

## Досягнення
- Володар Суперкубка Португалії (2):

«Порту»: 2020, 2022
- Чемпіон Португалії (1):

«Порту»: 2021–22
- Володар Кубка Португалії (2):

«Порту»: 2021–22, 2022–23
- Володар Кубка португальської ліги (1):

«Порту»: 2022–23